# XUL

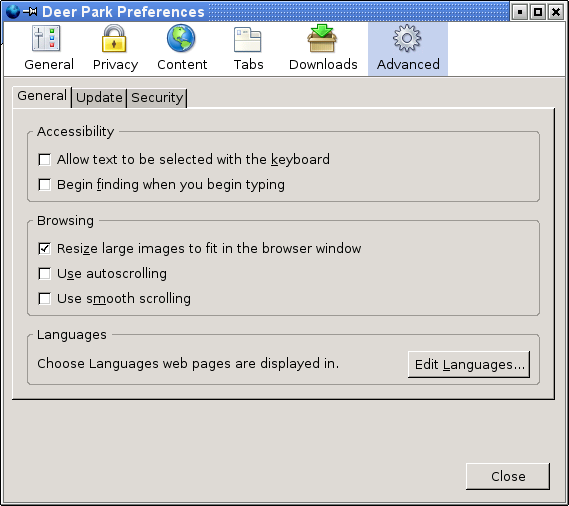
Окно настройки Mozilla Firefox 1.5 сделано с использованием XUL (заголовок — от менеджера окон)

XUL (произносится «зул», XML User Interface Language) — язык разметки для создания динамических пользовательских интерфейсов на основе XML. XUL разрабатывается в рамках проекта Mozilla и является частью платформы XULRunner.
XUL разработан для создания интерфейсов в таких программах как браузеры, почтовые клиенты и т. д. Однако, XUL можно достаточно эффективно использовать для создания любых приложений, активно взаимодействующих с веб-ресурсами.
Тем не менее, XUL изначально предназначался для работы с Gecko в составе продуктов Mozilla, и его составляющие полностью контролировались процессом их разработки. Это позволяло Mozilla Foundation легко добавлять нужные им функции в ущерб стандартности (например, использования какого-нибудь другого языка).
Как и в случае с HTML, XUL позволяет описывать интерфейсы посредством использования языка разметки, задавать внешний вид приложения, используя CSS, и определять поведение приложения, используя JavaScript. Но, в отличие от HTML, используя XUL, можно создавать динамику в пользовательском интерфейсе намного быстрее и удобнее. Например, выпадающее меню можно реализовать с помощью нескольких предназначенных для этого тегов, не требующих громоздкой конструкции на JavaScript и/или CSS, как это потребовалось бы в HTML.
XUL активно использовался для написания расширений для браузера Mozilla Firefox и почтового клиента Mozilla Thunderbird. Большая часть интерфейса этих двух программ написана на XUL. В августе 2015 года Mozilla объявила использование XUL для создания расширений Firefox устаревшей технологией, от которой планируется отказаться в пользу WebExtensions. В форке Firefox Pale Moon сохранена поддержка XUL.

## Пример
Следующий пример демонстрирует 3 кнопки, размещённые одна над другой в вертикальном («vbox») контейнере:
```
<?xml version="1.0"?>

<?xml-stylesheet href="chrome://global/skin/" type="text/css"?>

<window
 
id=
"vbox example"
 
title=
"Example 3...."

xmlns=
"http://www.mozilla.org/keymaster/gatekeeper/there.is.only.xul"
>

  
<vbox>

    
<button
 
id=
"yes"
 
label=
"Yes"
/>

    
<button
 
id=
"no"
 
label=
"No"
/>

    
<button
 
id=
"maybe"
 
label=
"Maybe"
/>

  
</vbox>

</window>

```

## Приложения с интерфейсом на XUL
- Firefox, Thunderbird, Sunbird и другие проекты Mozilla
- Songbird
- Miro
- Komodo IDE, Komodo Edit
- Spicebird
- Instantbird
- XULPlayer
- Cyclone3
- SeaMonkey
- Zotero

## Прекращение развития
В 2016 году Mozilla объявила о том, что Firefox 57 будет целиком переведён на WebExtensions, а функции XUL будут вырезаны. В связи с этим на официальном сайте дополнений был прекращён приём новых дополнений с использованием XUL, а в октябре 2017 года было заявлено, что XUL-дополнения будут доступны на официальном сайте дополнений до июня 2018 года.
В связи с этим разработчиками облегчённого браузера Pale Moon был начат проект Unifed XUL Platform (Codename: Möbius). 17 ноября 2017 года была выпущена первая версия экспериментального браузера Basilisk, основанного на этом движке.
С марта 2023 XUL удалён из кодовой базы Firefox.